# Zayzon Csaba
Zayzon Csaba (Várpalota, 1980. december 27.) magyar színész.

## Életpályája
1980-ban született Várpalotán. Édesanyja munkája miatt a család sokszor költözött. Székesfehérváron járt középiskolába (Gróf Széchenyi István Műszaki Szakközépiskola), amelynek befejezése előtt már megszerezte az OSZK-engedélyt, és énekesként járta a bálokat, rendezvényeket. Repertoárján az operettslágerektől a svábzenéig, a régi magyar slágerektől a cigányzenéig és napjaink legnépszerűbb számaiig rengeteg dal szerepelt.
2003-ban végzett Budapesten, a Theátrum Színiakadémián, majd a Piccolo Színházban játszott. 2007-ben vizsgázott a MASZK Országos Színészegyesület előtt. Akadémista évei alatt több budapesti társulatnál dolgozott. 2001 és 2013 között a Veszprémi Pannon Várszínház tagja volt, majd két év egészségügyi szünet után ismét színpadra állt Veszprémben. Az elmúlt években több társulattal is dolgozott együtt.
2021-ben rendezője volt a Magyar Lovas Színház Komárom Idővágta című előadásának.
A 2021–2022-es tanévben az iváncsai Dr. Fejérpataky László Általános Iskolában pedagógusként ének-zene, dráma és tánc órákat tart.

## Színházi szerepei

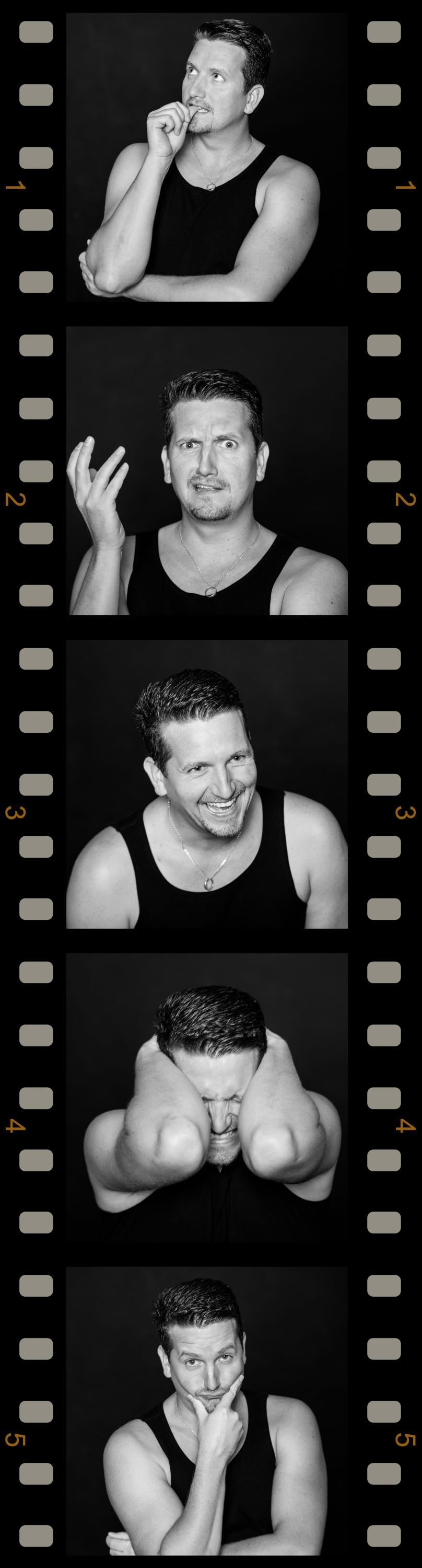
Zayzon Csaba filmstrip

A Színházi Adattárban 2022. április 19-én 51 szerepben található.

### Fontosabb szerepei a Pannon Várszínházban
- A Pál utcai fiúk (2016/2017) – Geréb[7]
- A Bunkerrajzoló (2016/2017) – Nagy Testvér
- Egy darabot a szívemből (2015/2016) – Tomi
- A padlás (2007/2008) - Rádiós[8]
- A dzsungel könyve (2006/2007) - Sir Kán[9]
- Csudabogarak (2012/2013) – Anonymus
- Monte Cristo grófja (2011/2012) - Fernand, később Morcerf gróf
- Börtönmusical (2011/2012) – Jeff[10]
- Made in Hungária (2011/2012) – Riki
- Ének az esőben[11] (2010/2011) - Don Lockwood
- Aranycsapat[12] (2010/2011) – Angyal Gyuri
- A kőszívű ember fiai (2010/2011) – Baradlay Ödön[13]
- Égi vándor (2010/2011) – Látogató[14]
- János vitéz (2009/2010) – Kukorica Jancsi[15]
- Fekete Péter[16] (2009/2010) – Lucien
- Március 15-i játék - Petőfi Sándor
- Boldog idő (2008/2009) – Árny[17]
- Moirák (2007/2008) - Brusznyai Árpád[18]
- Kinizsi Pál (2007/2008) - Kinizsi Pál[19]
- Oliver! (2007/2008) - Bill Sikes[20]
- Hotel Menthol (2007/2008) - Zsilett[21]
- Csalóka Péter (2007/2008) - Csalóka Péter[22]
- Mágnás Miska[23] (2006/2007) - Baracs István
- Antigoné (2006/2007) – Haimón (beavató színházi előadás)
- Tanár úr kérem (2005/2006) - Karinthy Frigyes[24]
- Képzelt riport egy amerikai popfesztiválról (2005/2006) - Manuel[25]
- Valahol Európában[26] (2004/2005, 2012/2013) – Hosszú

## Filmográfia
- Tündéri est a reformkorból[27]